# Tamil·la Abàssova
Tamil·la Raixídovna Abàssova (en rus Тамилла Рашидовна Абасова, en àzeri Tamilla Rəşid qızı Abbasova) (Moscou, 9 de desembre de 1982) és una ciclista russa. Especialista en pista, el seu major èxit ha estat la medalla de plata aconseguida als Jocs Olímpics d'Atenes de 2004.

## Palmarès
- 2002
  -  Campiona d'Europa sub-23 en 500 metres contrarellotge
  -  Campiona d'Europa sub-23 en Velocitat
- 2003
  -  Campiona d'Europa sub-23 en 500 metres contrarellotge
  -  Campiona d'Europa sub-23 en Velocitat
  -  Campiona d'Europa sub-23 en Keirin
- 2004
  -  Medalla de plata als Jocs Olímpics d'Atenes en Velocitat individual
  -  Campiona d'Europa sub-23 en 500 metres contrarellotge
  -  Campiona d'Europa sub-23 en Velocitat

### Resultats a laCopa del Món
- 2003
  - 1a a Moscou, en Velocitat per equips
- 2004-2005
  - 1r a la Classificació general i a la prova de Moscou, en Velocitat
  - 1a a Moscou i Manchester, en 500 metres
- 2005-2006
  - 1a a Moscou, en Keirin